# Queimadas
Queimadas là một đô thị thuộc bang Bahia, Brasil. Đô thị này có diện tích 2097,668 km², dân số năm 2007 là 25625 người, mật độ 12,22 người/km².